# Ослаба
Осла́ба (рос. Ослаба, чув. Услапа) — присілок у складі Вурнарського району Чувашії, Росія. Входить до складу Калінінського сільського поселення.
Населення — 219 осіб (2010; 264 у 2002).
Національний склад:
- чуваші — 99 %